# Гуцаев, Владимир Гаврилович
Влади́мир Гаври́лович Гуца́ев (груз. ვლადიმერ გაბრიელის ძე გუცაევი, осет. Гуцаты Гаврилы фырт Владимир; 21 декабря 1952, Тбилиси (по другим данным, село Кедигора Ахалгорского района), Грузинская ССР, СССР) — советский и грузинский футболист, футбольный тренер.
Мастер спорта СССР международного класса с 1976 года. Заслуженный мастер спорта СССР с 1981 года.

## Биография
Грузин осетинского происхождения. Начинал с дворового футбола. В 1966 году в составе команды района участвовал в республиканском турнире на приз клуба «Кожаный мяч», где вместе с командой стал чемпионом республики и был признан лучшим нападающим, затем уже в составе сборной Грузии на всесоюзном турнире занял 3-е место, опять став лучшим нападающим, в том же году поступил в ДЮСШ «Юный динамовец», в которой учился 3 года. Осенью 1969 года перешёл в ФШМ города Тбилиси, где, однако, учился недолго и уже через год, осенью 1970 года попал в дубль «Динамо».
В возрасте 19 лет, осенью 1971 года, впервые вышел в основном составе «Динамо» в домашнем матче против львовских «Карпат». Во 2-м своём матче против «Зенита» забил первый гол в карьере. За «Динамо» выступал вплоть до завершения карьеры игрока в 1986 году, сыграв за это время 303 матча и забив 47 мячей в ворота соперников, вместе с командой становился чемпионом СССР, дважды обладателем Кубка СССР и обладателем Кубка обладателей Кубков УЕФА (в финальном матче против «Карл Цейсса» забил первый гол тбилисцев, сравняв счёт).
В 1982 и 1985 перенёс две операции на мениске, после чего уже играл менее ярко.
Был известен не только высокой техникой обращения с мячом, но и умением «подставиться» в штрафной площадке противника и тем самым заработать пенальти.

### Стиль игры
Один из самых ярких и самобытных игроков отечественного футбола 70-х. Индивидуально сильный, отличался прекрасным дриблингом, стремительным стартовым рывком. Мог в одиночку, демонстрируя каскады разнообразных финтов, растерзать защиту соперников.— 

### В сборной
В составе главной национальной сборной СССР дебютировал 29 марта 1972 года в товарищеском матче со сборной Болгарии, а последний раз вышел на поле в составе сборной 10 марта 1982 года в товарищеском матче со сборной Греции. Всего за первую сборную сыграл 11 матчей и забил 1 гол 5 октября 1978 года в ворота сборной Турции. Помимо этого, 25 мая 1972 года сыграл 1 матч за олимпийскую сборную СССР в отборочном турнире к XX летней Олимпиаде в ответной встрече против сборной Франции.

### Карьера тренера и функционера
После завершения карьеры игрока перешёл на административную работу, с 1987 до середины 1991 года был начальником команды в родном тбилисском «Динамо», в 1991 году уехал на Кипр, где начал тренерскую карьеру, сначала в роли помощника, а затем, в том же году, и в роли главного тренера клуба «Анортосис», который возглавлял до 1994 года.
В 1994 году занял должность начальника команды в клубе «Спартак-Алания», который в следующем году стал чемпионом России. В честь победы Гуцаеву руководством клуба был подарен «мерседес».
В 1996 году возглавил молодёжную сборную Грузии, с которой работал довольно успешно. Благодаря этому в 1997 году был назначен на должность главного тренера первой сборной Грузии, с которой работал до апреля 1999 года.
Затем возглавил «Аланию», с которой работал до 2000 года. В 2001 году работал директором в кутаисском «Торпедо».
В 2004—2008 годах был депутатом грузинского парламента. Вернулся в большой футбол в 2009 году, прошёл курс обучения в Киеве, получил лицензию УЕФА категории PRO.
В 2010—2011 годах возглавлял молодёжную сборную Грузии до 19 лет. В 2011—2012 годах работал главным тренером молодёжной команды ВИТ Джорджия.
В октябре 2012 года вернулся во владикавказскую «Аланию», был назначен на должность спортивного директора.

## Достижения

### Командные
«Динамо» (Тбилиси)
- Чемпион СССР: 1978
- Обладатель Кубка СССР (2): 1976, 1979
- Обладатель Кубка обладателей Кубков: 1981

Сборная СССР
- Чемпион Европы среди молодежных команд: 1976[5]

### Личные
- В списке 33 лучших футболистов сезона — 5 раз (2 раза под № 1, 3 раза — под № 2)
- Один из обладателей приза «Лучшие дебютанты сезона»: 1971

## Образование
Получил высшее образование в Тбилисском государственном университете по специальностям экономист и юрист.

## Общественно-политическая деятельность
В марте 2004 года Владимир Гуцаев был избран в Парламент Грузии по списку партии «Единое национальное движение» Михаила Саакашвили, был депутатом в течение четырёх лет. Являлся членом парламентского комитета по делам образования, науки, культуры и спорта. В июле 2004 года лидер отколовшейся Южной Осетии Эдуард Кокойты обвинил Гуцаева в том, что он предложил ему 20 миллионов долларов в обмен на «верность» грузинскому правительству. Гуцаев отклонил претензии Кокойты как попытку «набрать политические очки» и сказал, что его единственная миссия в Кокойты — убедить его разрешить сборной Южной Осетии принять участие в национальном чемпионате Грузии.

## Награды
- Мастер спорта СССР (1972)
- Мастер спорта СССР международного класса (1976)
- Заслуженный мастер спорта СССР (1981)

## Личная жизнь
Жена — Тея Амурвелашвили. Старший сын — Георгий, футболист.